# Bartella
Bartella (in arabo برطلّة‎?; in siriaco: ܒܪܛܠܐ) è una città dell'Iraq situata nella piana di Ninive. La popolazione si suddivide tra una componente assira e una di etnia shabak.

## Storia

### Dal XII al XIV secolo
La prima menzione conosciuta di Bartella proviene da padre Potrus Qasha nel 1153, il quale parlò di Ignazio Elia'azar, il mafiryan di Ashur, che fece di Bartella la sua dimora. Elia'azar rispondeva direttamente al patriarca di Antiochia. La congregazione era irritata con Elia'azar per aver spostato la sede dal tradizionale monastero di Mar Mattai. Si raggiunse un accordo per tornare al Mar Mattai, con la tradizione di visitare regolarmente Bartella. Altri mafriani che hanno fatto di Bartella la propria sede sono stati Dyonosius Saliba II, Gregorius Barsuma, Gregorius Mattai I, Gregorius Bar Qeenaya, Atinasio Abramo II, Cirillo Giuseppe III.
Nel 1171 un gruppo di curdi attaccò la città, così come il monastero di Mar Mattai. Quando gli abitanti di Ninive ne vennero a conoscenza, unirono le forze per contrattaccare ed ebbero successo. Tuttavia, i monaci del monastero appresero di un altro attacco e accettarono di firmare un trattato di pace con i curdi per evitare ulteriori spargimenti di sangue. Con l'accordo pagarono ai curdi trenta dinari d'oro. Non appena i curdi riscossero l'oro, radunarono un esercito più grande, di 1500 uomini, e attaccarono il monastero, provocando una breccia nel muro. Entrarono e uccisero 15 monaci, mentre gli altri fuggirono.
Nel 1201 un prete cristiano e un religioso musulmano ebbero un diverbio a Bartella. La gente del paese se ne lamentò con il sindaco, che punì il religioso musulmano con un pestaggio. Il religioso andò a Mosul e raccolse una grande folla presso la moschea principale, e insieme marciarono verso Bartella per distruggerla. Quando raggiunsero la città, i cancelli erano chiusi e non poterono entrare. Sulla via del ritorno a Mosul, la folla fece irruzione in una chiesa chiamata Mar Zena e rubò tutti gli oggetti di valore. Oggi questa chiesa è la moschea di al-Khallal.
Nel 1261 e nel 1369, il monastero di Mar Mattai fu nuovamente attaccato dai curdi, che colpirono Bartella.

### XVIII secolo
Nel 1745 Nadir Shah attaccò Bartella e ne deportò gran parte della popolazione. Dal 1756 al 1758, Bartella conobbe una grande carestia, che indusse più viaggi della popolazione della città per procurarsi da mangiare. Gli abitanti subirono molte rapine e attacchi durante questi viaggi.
Nel 1789 Jolu Beg bin Bdagh, emiro di Shikhan, esautorò Bartella dei suoi beni mentre era in guerra con l'emiro arabo Mohammad bin Hasan al-Taa'i.
Nel XVIII secolo, il cattolicesimo giunse in città quando monaci latini e domenicani aprirono un centro per offrire servizi educativi e medici. Nel 1778 i cristiani siriaci della vicina Bakhdeda risultavano inclini al cattolicesimo, il che influenzò alcuni membri della famiglia Aal Makrooh a Bartella a convertirsi. Nel 1780 padre Zakariya Kindo si convertì insieme ad altre quaranta famiglie. Mentre c'erano alcune controversie sull'uso della chiesa di Bartella tra i preti cattolici e quelli ortodossi, giunsero a un'intesa comune e accettarono la scelta confessionale di ciascuna parte.

### XXI secolo
All'inizio del XXI secolo circa un terzo della popolazione cittadina era cattolico, mentre gli altri due terzi rimanevano ortodossi.

#### Delitti e atti di terrorismo
Nel 2004 la città è stata teatro di delitti violenti.
Il 10 agosto 2009 un paio di grandi camion pianali pieni di bombe sono esplosi simultaneamente poco dopo l'alba, distruggendo un villaggio shabaki noto come Khazna, a pochi chilometri da Bartella. L'esplosione ha frantumato finestre in molte case di Bartella.
Il 28 marzo 2013 durante la settimana santa di Pasqua, un'autobomba parcheggiata in centro non lontano da via Bartella è esplosa nelle prime ore di quel giorno uccidendo un residente del luogo.

#### Invasione dell'ISIS
Il 3 agosto 2014 molte famiglie di Bartella hanno lasciato la città per Erbil, Ankawa e Shekhan, a causa degli attacchi dei combattenti dell'ISIL. Le forze peshmerga li stavano combattendo per riconquistare il distretto di Gogjali, controllato dallo Stato Islamico dell'Iraq e del Levante, a ovest di Bartella. Il 6 agosto 2014 le forze peshmerga a guardia della città hanno ordinato ai restanti residenti di andarsene e si sono ritirati a Erbil intorno alle 20:30. Durante la notte, la città era quasi completamente vuota dei suoi residenti cristiani prevalentemente assiri. La mattina del 7 agosto, l'intera città è stata completamente presa dai militanti dell'ISIS in una resa senza sparatorie. L'8 agosto sono stati incendiati negozi di liquori, saccheggiati case e negozi di alimentari, sono state appese le loro bandiere sui muri delle chiese, abbattute le croci ed è stato chiesto ai pochi cristiani del luogo rimasti di convertirsi all'Islam, rimanendo in città e pagando una tassa annuale di 200 dollari o di affrontare la "morte con la spada" se si fossero rifiutati di convertirsi o pagare. Tra la fine di agosto e l'inizio di settembre 2014, è stato riferito che tre residenti tra i pochi cristiani assiri rimasti erano morti. A metà settembre 2014, i 12 residenti rimanenti sono riusciti a fuggire fingendo la conversione.
Il 20 ottobre 2016 come parte della battaglia di Mosul lanciata dal governo iracheno per riconquistare Mosul, le Unità di protezione della piana assira di Ninive e le Forze per le operazioni speciali irachene (ISOF) hanno liberato Bartella dal controllo dell'ISIS. La Brigata 30 delle PMF che controlla e gestisce la sicurezza della città. Il 24 dicembre 2016 la prima messa della vigilia di Natale dopo la liberazione si è tenuta nella chiesa di Mart Shmony.

## Monumenti e luoghi d'interesse

### Architetture religiose
Bartella e le sue vicinanze comprendono sei chiese: due parzialmente demolite, una abbandonata, una nuova e due molto antiche.
Chiesa di Mar Aho DamaQuesta chiesa esisteva nel 1153 quando fu ampliata dal mafrian Ignatius II La'Azer. Fu in uso fino al 1386. Gli scavi nelle sue rovine hanno trovato i resti di tre vescovi che sono stati traslati nella chiesa di Mart Shmony.
Chiesa di Mart ShmonyNon è noto quando questa chiesa fu costruita per la prima volta, tuttavia, fu rimessa in funzione per la prima volta nel 1807, fu ricostruita di nuovo completamente nel 1869 e fu rinnovata ancora nel 1971.
Chiesa di Mar GiwargisCi sono due chiese con questo nome. La prima è in rovina (recentemente ristrutturata e riutilizzata) e si crede che sia un monastero intitolato a San Jerjis, che lo costruì intorno al 1701. La seconda chiesa fu completata nel 1939.
Chiesa della VergineQuesta chiesa fu costruita nel 1890 all'epoca di Qorlos Elias al-Mosuli, morto nel 1911. Tuttavia, un'iscrizione risalente al XVI secolo menziona il nome della Chiesa della Vergine, che contraddice la data del 1890 e presume che questa chiesa fosse in piedi già a quell'epoca. Il cancello e parte della chiesa sono stati distrutti dall'ISIS tra l'agosto del 2014 e l'ottobre del 2016. La demolizione completa della chiesa di Al-Sayida avvenne nel 1934 poiché i suoi mattoni furono usati per costruire la nuova chiesa di Mar Giwargis.
Monastero di Ber NagaraQuesto monastero prende il nome da Yohanan bit Nagara (San Giovanni Bar Nagaré) che significa "Yohanan dei falegnami" poiché tutta la sua famiglia lavorava come falegnami. Si ritiene che fosse un pagano che, dopo essersi convertito al cristianesimo, fu ucciso da suo padre e sepolto nel villaggio di Ba Agre. Quando questo villaggio fu distrutto nel 1282, anche la sua tomba, molto visitata dalla gente del posto, fu distrutta. Ciò costrinse il mafriano Gregarious bin al-Ebry a costruire un tempio per il martire Yohanan a Bartella, che fu completato nel 1285. Il 23 novembre 1285, le spoglie di San Yohanan, di monaci siriani, e dei 40 martiri uccisi dai persiani furono traslate e seppellite in questo tempio. Il monastero fu distrutto nel 1653 e ancora una volta i resti furono spostati nella chiesa di San Shmony. Tutto ciò che persiste di questo monastero è una piccola stanza costruita per ricordare la sua esistenza.
Monastero dei Quaranta MartiriQuesto monastero risale al 1269. È ancora frequentato dai parrocchiani, mentre una parte di esso è stata demolita.
Monastero di Mar YouhannaQuesto monastero è antico, senza una data di costruzione nota. Si trova sul lato della strada principale a nord di Bartella.
Monastero di Mar DanielMar Daniel è su una piccola collina vicino a Bartella. Prende il nome da Mar Daniel l'Eremita, che si avventurò a Ninive da Diyar Bakir con Mar Mattai nell'anno 363. Questo monastero è anche conosciuto localmente come il "Monastero dei Coleotteri" a causa del gran numero di piccoli coleotteri che sono apparsi il 20 ottobre durante una festività. A quaranta minuti a piedi dal "monastero superiore" c'è un "monastero inferiore", che è comunemente il luogo in cui vivevano i monaci. Gli storici arabi lo hanno chiamato al-Khalidi, al-Shabishti e Yaqut.

## Società

### Religione
Bartella fu cristianizzata nel II secolo. Con l'emergere delle controversie cristologiche, il popolo e la sua chiesa caddero sotto il dominio della Chiesa assira d'Oriente (spesso erroneamente o correttamente conosciuta come nestoriana); tuttavia, passò alla Chiesa siro-ortodossa (erroneamente e vagamente conosciuta come giacobita) intorno al 610 d.C.
Dal 23 al 24 novembre 2013, durante la conferenza di 2 giorni "Bartella Friends" tenutasi a Erbil per discutere del cambiamento demografico dovuto all'esodo degli shabak in fuga da Mosul e dai villaggi circostanti verso Bartella dal 2003 in poi, è stato annunciato che la percentuale di cristiani è sceso drasticamente dal 99% al 40%.
All'inizio dell'agosto 2014, Bartella è stata invasa dagli estremisti islamici dell'ISIS. La popolazione cristiana della città è fuggita, principalmente a Irbil, nella regione del Kurdistan, unendosi a migliaia di altri cristiani iracheni in fuga dal terrore dell'ISIS. Prima dell'invasione dell'ISIS, la popolazione di Bartella era di circa 30 000 abitanti, la maggioranza dei quali erano cristiani siriaci, compresi siriaci cattolici e siriaci ortodossi orientali.
La comunità shabak è cresciuta in modo significativo dal 2003 e costituisce circa il 35% della popolazione, o la maggioranza in contrapposizione alla popolazione assira in maggioranza prima dell'invasione dell'Isis nel 2014.

### Tradizioni e folclore
Tradizione matrimoniale: Ogni domenica o giorno festivo tra il fidanzamento e il matrimonio, la madre dello sposo ospita le donne e le ragazze nella sua casa, dove preparano vassoi di dolcetti tra cui semi, dolci e frutta secca. I piatti vengono rivestiti di tessuto colorato e portati a casa della sposa per essere regalati a lei. Pochi giorni prima del matrimonio, il muro sopra la porta d'ingresso della futura casa degli sposi è dipinto con bei colori e decorato con vari fiori. Anche le pareti della stanza della coppia vengono ridipinte, poiché in genere si anneriscono con il fumo dei fuochi interni usati per il calore in inverno. Anche i simboli cristiani vengono dipinti sui muri per proteggersi dagli spiriti cattivi.

## Economia
Bartella era nota per avere alcuni dei migliori orafi nella piana di Ninive. Il tahini è uno dei principali prodotti alimentari della città. Anche i matrimoni e le feste ispirano vari mestieri della città.